# マーカス (企業)
マーカスは、かつて日本に存在したアニメ・ゲームに関する製作・企画会社。代表は窪田正義。

## 概要
企画・製作指揮を執ったゲーム『センチメンタルグラフティ』がヒットし、のちテレビ東京にて『センチメンタルジャーニー』がTVアニメ化されるなどしている。
続編『センチメンタルグラフティ2』を企画するものの、制作中の1999年にマーカスは解散となった。同社が所有していた『センチメンタルグラフティ』関連の権利は共同制作のNECインターチャネル（現・インターチャネル）に譲渡されており、その後発売された『センチメンタルグラフティ2』の著作権表記にはマーカスの名前は入っていない。
SGガールズと呼ばれる『センチメンタルグラフティ』にヒロインとして出演した12人の声優のうち、俗に『うさぎ組』と呼ばれる岡田純子・岡本麻見・鈴木麗子・今野宏美・牧島有希・西口有香の6人が預かり扱いで仮所属していた。なお、残る6人は青二プロダクションの所属である。
現在、マーカス作品の多くはワンダーファームが権利を継承している。

## 参加作品
- ガーディアンヒーローズ（1996年、オープニングアニメーション制作）
- お嬢様捜査網（1996年、アニメーション制作）
- MVP E.M.U music video（1996年、アニメーション制作）
- 卒業III 〜Wedding Bell〜（1998年、企画・制作）
- センチメンタルグラフティ
- センチメンタルジャーニー（1998年）
- アーリーレインズ（1999年発表、原作） - ゲーム版が制作されていたがマーカスの倒産により発売中止。権利が東宝に売却され、アニメ版が2003年に発売された。

## 所属していた声優
- 岡田純子（2012年KAMプロモーション退社以降センチメンタルグラフティ20周年記念イベント以外では代々木アニメーション学院講師としての活動のみ）
- 岡本麻見（2010年トルバドール音楽事務所退社以降声優活動の記録が知られていない）
- 鈴木麗子（現所属先：ポンテ）
- 今野宏美（現所属先：青二プロダクション）
- 牧島有希（現所属先：青二プロダクション）
- 西口有香（現所属先：TABプロダクション）

『センチメンタルグラフティ』のヒロイン役12人の声優のうち、一般公募で選ばれた6人が所属し、この6人は『うさぎ組』という名称で同作のプロモーション活動をしていた。『センチメンタルグラフティ』第1弾の関連活動が一通り終了した後、そのうさぎ組の中で岡田純子のみ「アクセント」へ移籍し、他の5人が青二プロダクションへ移籍した。
『センチメンタルグラフティ』は青二プロダクションが制作協賛企業だったため、青二プロダクションに移籍しなかった岡田は続編となる『センチメンタルグラフティ2』には出演しておらず、彼女が担当した安達妙子役は有島もゆ（現・有島モユ）が引き継ぐことになった。
岡田が続編に出演しなかった理由として、原作者である大倉らいたと同様に「2」のストーリーに難色を示したため、自ら降板を申し出たという説が在るが、真相は現在もはっきりしない。
ただし、岡田のみ青二プロダクションに移籍しなかった理由は、岡田が養成所の出身ではなく、劇団の出身だったためであることから、岡田は青二プロダクションに所属する条件が満たされなかったためにアクセントに所属することになり、それによって「2」への出演が不可能になったものと考えられる。